# NRJ
Pour les autres stations de NRJ dans le monde, voir NRJ International.
NRJ est une radio française de dimension nationale créée par Jean-Paul Baudecroux le 15 juillet 1981. Elle représente la station fondatrice de NRJ Group et NRJ International.
Menacée de fermeture en 1984 par décision du gouvernement en place, elle est finalement sauvée après une manifestation de ses auditeurs et de la chanteuse Dalida, qui deviendra la marraine de la radio.
Au 31 décembre 2023, le réseau NRJ comprend la station de radio nationale ainsi qu'environ 330 antennes locales, lesquelles maîtrisent leur programmation lors des décrochages. Le réseau NRJ dispose par ailleurs de plus de 126 webradios.
En 2025, NRJ est toujours considérée, notamment par ses résultats d'audience, comme la première FM musicale de France, devant les réseaux Skyrock, Fun Radio et RFM.

## Historique

### La radio libre (1981-1983)
Revenant des États-Unis où il fit des études de commerce, Jean-Paul Baudecroux profite de l'élection de François Mitterrand en 1981 pour créer sa radio libre,. Il est alors question de libéraliser les ondes et Baudecroux y voit l'occasion d'en faire une affaire rentable, bien que la publicité soit à cette époque interdite sur les nouvelles radios FM.
Après l'idée d'une radio pour les femmes, Baudecroux opte finalement pour une radio musicale pour les jeunes et fonde ainsi NRJ. Il installe ses studios dans un petit appartement situé au dernier étage d'un immeuble (au 55 rue du Télégraphe) près des Buttes Chaumont devant l'entrée du métro Télégraphe dans le 20e arrondissement, endroit de haute altitude, stratégique pour y monter son antenne et couvrir ainsi tout Paris sur 92,0 MHz.
NRJ, au statut associatif, comme toutes les radios libres avant 1984, est dirigée jusqu'à l'arrivée de la pub sur les ondes de la FM (1984) par Jean-Pierre d'Amico. Les animateurs sont bénévoles. Dès le début, NRJ entend se démarquer de ses concurrentes. Pour cela, elle concentre ses efforts sur deux points essentiels : la qualité du son et la programmation musicale. Alors que beaucoup de ses concurrentes ne sont audibles que dans certains quartiers de la capitale française, NRJ réussit à arroser une large zone. De plus, les disques diffusés à l'antenne doivent impérativement être approuvés par Jean-Pierre d'Amico - cela permet d'avoir une homogénéité de programme.
Grâce à cette stratégie, NRJ devient l'une des radios libres parisiennes les plus populaires, aux côtés de Radio show et RFM. Si la publicité est officiellement interdite, la radio ne manque pas de détourner la loi, en diffusant notamment de la publicité clandestine.

### L'institutionnalisation (1984)
Ce n'est qu'après l'officialisation de la publicité sur la bande FM (1984) que NRJ se structure en prenant des bureaux au 39 de l'avenue d'Iéna. À ce moment-là, Jean-Paul Baudrecroux apparaît réellement publiquement et reprend les commandes du navire, il décide de se séparer de Jean-Pierre d'Amico. Les animateurs bénévoles, qui comprennent que la radio commence à faire du chiffre d'affaires, ne tardent pas à réclamer un salaire (une journée de grève a même lieu, avec messages à l'antenne). Cela devient encore plus légitime à partir de l'été 1984 où François Mitterrand autorise la publicité sur les radios FM : NRJ quitte alors son statut associatif pour devenir une véritable entreprise commerciale. Les animateurs commencent à recevoir un salaire et plusieurs d'entre eux sont renouvelés. Un avocat, Max Guazzini, devient directeur général de la station.
En décembre 1984 NRJ, ainsi que cinq autres radios parisiennes (95.2 dirigée par Benoit Clair et Robert Namias, Radio Libertaire, la Voix du Lézard, Radio Solidarité et TSF 93), sont suspendues le 4 décembre par la Haute Autorité de la communication audiovisuelle, car elles ne respectent pas leurs conditions d'émission. NRJ, la plus touchée par cette mesure et la plus écoutée (1,2 million d'auditeurs), écope d'un mois d'arrêt ; 95.2 a quinze jours de suspension et les quatre autres ont en moyenne douze jours de suspension. Il y a deux motifs : un non-respect des fréquences et surtout une puissance d'émission excessive, laquelle perturbe notamment les liaisons radios des pompiers et des avions, selon la Haute Autorité de la communication audiovisuelle, qui dit frapper d'abord les radios les plus écoutées, car elles seraient celles qui enfreignent le plus les règles et pour éviter qu'on l'accuse de s'attaquer d'abord aux petites radios. NRJ est notamment accusée d'émettre avec une puissance démesurée (au-delà des 500 W autorisés) ce qui brouille France Culture et France Musique. Jean-Paul Baudecroux s'étonne depuis trois ans et demi que les radios libres émettent, ces mesures de suspension, jugées aujourd'hui indispensables, n'aient pas été mises en œuvre plus tôt. Malgré la suspension des radios, les émissions continuent. NRJ organise alors une grande manifestation : à l'aide d'une agence de publicité et de plusieurs stars dont Dalida, elle appelle ses auditeurs à descendre dans la rue. La manifestation est un énorme succès, rend encore plus populaire NRJ et contraint le pouvoir à suspendre ses sanctions.

### Expansion et professionnalisation (1985-2002[pourquoi?])
Forte de son succès (elle est donnée première de toutes les radios libres à Paris), la radio finit par quitter ses minuscules studios pour un vaste appartement au 39 avenue d'Iéna, dans le 16e arrondissement. Au milieu des années 1990, elle déménage encore pour s'installer 22, rue Boileau.
NRJ est l'une des premières radios à se constituer un réseau de radios locales franchisées NRJ en France. Bien que la diffusion par satellite soit encore inexistante (chaque radio réalisant ses propres programmes), elle permet de faire connaître la marque NRJ au reste de la France.
Le 2 octobre 1985, coup de théâtre : sept stations franchisées NRJ (Nancy, Montpellier, Bordeaux, Carcassonne, Toulouse et Grenoble) quittent soudainement le réseau pour créer le leur : le réseau Fun Radio. Cette sécession, dirigée par Éric Péchadre et Pierre Lattès, deux cadres d'NRJ, ainsi que par Jean-Baptiste Blanchemain, propriétaire et directeur d'NRJ Montpellier, fait prendre conscience à la direction qu'il lui faut protéger son réseau. Désormais, elle s'assure plus efficacement de la fidélité de ses radios. De plus, elle s'intéresse de plus en plus à leur ligne éditoriale : des membres d'NRJ parcourent le pays pour épurer la discothèque des radios des disques un peu trop folkloriques et impose petit à petit une couleur musicale NRJ.
Vers 1986, la diffusion par satellite s'installe. Les radios locales deviennent des relais du programme national, tout en conservant quelques heures de programme local chaque jour. La diffusion de la publicité à l'échelle nationale devient possible et la qualité et l'uniformité des programmes au niveau national sont désormais assurées à la direction parisienne.
Ces années 1980 constituent « les grandes années NRJ » dans la mémoire des auditeurs. Elles rassemblent une bande d'animateurs ayant une grande liberté de ton, des habillages spécifiques pour chacun d'eux, des passages d'antenne mémorables entre les animateurs. On cite Marc Scalia et son Starmatch, Thierry Defrene et son Funky Party. Serge Repp, Dominique Duforest (dit « Dodo »), ou encore Mitsou réalisé par Anthony Planes d'ailleurs lors de son retour à l'antenne en 1994 pour les Mitsou nights où le célèbre animateur entreprend des directs depuis de nombreuses discothèques parisiennes ; Jean-Marc Laurent (qui partira ensuite à la télévision avant de retourner dans le groupe NRJ pour diriger NRJ School de 2006 à 2008), Éric Perrin, journaliste et même, un passage de Daniela Lumbroso. Malgré cette grande liberté de ton, la radio veille à un maximum de professionnalisme.
Au fur et à mesure des années, l'ensemble des radios FM se professionnalise. La concurrence entre réseaux devient de plus en plus forte, les plus faibles disparaissent. NRJ devient elle aussi de plus en plus formatée, ainsi que les animateurs non renouvelés. Le programme musical est de plus en plus dicté par les enquêtes marketing. Parallèlement à ça, NRJ connaît toujours un accroissement de son audience, à mettre au compte également du développement spectaculaire de son réseau, de ses méthodes de communication.
Très tôt, NRJ a tenté de développer un groupe radiophonique. Dès 1987, elle rachète la radio parisienne Gilda pour créer le programme Chérie FM. En 1989, le réseau Pacific FM est racheté. Alors que le réseau de province est repris pour diffuser Chérie FM, la fréquence parisienne de Pacific FM sert à créer une troisième radio : Rire et Chansons. Cependant, ce réseau ne pourra être véritablement développé en province qu'à partir de 1996, le CSA ayant jusque-là freiné au maximum le développement des grands groupes radiophoniques. Enfin, NRJ a racheté Nostalgie en 1998 et tente vainement de prendre possession de RMC mais est empêché par la loi anti-concentration des médias[source secondaire nécessaire]. Cette même année, NRJ crée, sous l'égide de Philippe Poustis, le label NRJ Music et NRJ Publishing, deux filiales de diversification dans la production et l'édition musicales[source secondaire nécessaire]. Le succès est immédiat avec le lancement du groupe de rap britannique SKO, de la jeune chanteuse Eve Angeli notamment, de nombreuses compilations originales et de la première compilation des NRJ Music Awards.
En 1991, NRJ entre en bourse. Elle a su s'imposer en prenant compte des besoins des auditeurs, mais aussi grâce à des méthodes commerciales, toujours plus ou moins à la frontière de la loi : diffusion de la publicité avant l'heure, rachat de radios locales pour la constitution de ses réseaux... Elle a aujourd'hui une dimension européenne, ayant réussi à s'implanter en Belgique, Suisse, Autriche, Allemagne, Danemark, Finlande, Suède, Norvège et Liban.

### 2002-2020: évolutions, mutations
Distancée sur le territoire national, la station s'est efforcée d'élargir son marché à l'international. Au cours de ces dernières années, elle s'est notamment implantée en Russie le 1er juin 2006, Prof Media, l'un des plus importants groupes de médias russes obtient l'autorisation d'exploiter la marque NRJ en Russie. Cette nouvelle radio de Moscou s'adresse essentiellement à la cible des 18-35 ans ; au Liban, depuis le 6 juin 2006, NRJ lance son programme sur deux fréquences au Liban. Cette station est animée en anglais et elle diffuse des concerts et des interviews d'artistes internationaux produits depuis NRJ France. NRJ collabore déjà avec le groupe libanais Murr Group depuis 1988 pour le développement de sa station Nostalgie au Liban ; au Québec : Le 6 juillet 2009, Astral et Groupe NRJ ont conclu un accord portant sur l'exploitation de la marque NRJ au Québec. Cet accord permit au groupe canadien de passer son réseau Énergie sous le label NRJ. Le changement de NRJ Québec est effectué le 24 août 2009. Le 17 août 2015, Bell Media, qui a racheté Astral Media l’été 2013, met fin à cet accord de licence : le réseau reprend le nom Énergie le 24 août 2015.
NRJ ne néglige pas pour autant le numérique. mi-septembre 2008, quatre nouvelles webradios sont lancées : NRJ Nouveautés, NRJ All French, NRJ Electro, NRJ Tech Le 21 juin 2010, à l'occasion de la Fête de la musique, la station s'est enrichie de sept nouvelles webradios avec NRJ Friendly qui propose une programmation musicale gay et lesbienne, NRJ Ibiza qui propose les titres qui font danser à Ibiza, NRJ Summer pour une programmation musicale de l'été. Les webradios NRJ Lady Gaga, NRJ DJ'Stars, NRJ Running, NRJ Sessions ont fait aussi leurs apparitions. À cette même date, NRJ lance son application sur iPad, cette application permet d'écouter les 23 webradios, de regarder les quatre web TV musicales, ainsi que de voir ces deux chaînes présente sur la TNT.
Le mardi 2 novembre 2010, Davy Serrano, dit « Morgan », ex-directeur des programmes de Fun Radio, prend les rênes de la direction des programmes de NRJ. Il est rejoint par Gaël Sanquer, lui aussi issu de Fun Radio, un mois plus tard.

### Depuis 2020: pandémie de coronavirus
Le 17 mars 2020, en raison de la situation de pandémie de coronavirus sur le territoire national, NRJ ferme ses stations locales, mais assure la diffusion de programmes nationaux. Ceux-ci ont repris dès la fin du 1er confinement.
Début septembre 2020, NRJ annonce que le youtubeur Squeezie va animer temporairement une émission le soir entre 21 h et 23 h, pendant deux semaines à partir du 28 septembre.
Le 10, 12 et 14 janvier 2022, les youtubeurs et chanteurs McFly et Carlito sont invités sur NRJ pour animer 3 émissions de 20 à 22 heures, en direct depuis le salon d'auditeurs choisis au hasard.

## Sanctions par les autorités judiciaires ou administratives
En 1992, Bruno Witek, directeur des programmes de Fun radio, est débauché par NRJ, au mépris de sa clause de non-concurrence, pour devenir directeur d'antenne sur NRJ Paris. En décembre 1993, le tribunal de commerce de Paris condamne NRJ à verser 5,8 millions de francs de dommages-intérêts à Fun Radio.
En octobre 2003, l'émission « Accord parental indispensable » de Maurad est mise en demeure par le CSA pour « propos injurieux et pornographiques tenus à l'encontre de personnes contactées par téléphone ». L'émission est suspendue puis annulée.
En septembre 2010, NRJ est mise en demeure par le CSA du fait du non-respect, en mai 2010, des quotas de chansons françaises.
En février 2011, la radio est condamnée par le Tribunal de commerce de Paris pour pratique commerciale trompeuse à l’égard de Skyrock.
En septembre 2013, NRJ Lorraine est mise en demeure par le CSA pour absence de programme local.
Pour le programme C'Cauet, le CSA adresse une mise en demeure à NRJ le 28 septembre 2016, dans la mesure où il a constaté de graves manquements aux dispositions relatives au respect de l'image des femmes et à la protection de l'enfance et de l'adolescence et cela, pour les émissions des 17 décembre 2015, 5 février 2016 et 6 mars 2016.
En octobre 2017, NRJ est mise en demeure par le CSA du fait du non-respect, entre décembre 2016 et février 2017, des taux de diffusion de chanson d'expression française.
Le 20 décembre 2017, NRJ est l'objet d'une condamnation financière d'un montant d'1 million d'euros par le CSA, l'autorité juge que « les auteurs ont formulé des commentaires avilissants relatifs au physique d'une femme, victime du canular, ainsi que des insultes et des propos dégradants concernant sa vie intime » visant une femme dans un canular de l'émission de Cauet « C' Cauet » le 9 décembre 2016.

## Accusations de harcèlement
En avril 2024, une enquête de Libération dénonce un harcèlement moral au sein de l'équipe de Manu Levy qui susciterait un fort turn-over dans la matinale de la station,. Quatre ex-salariés ont lancé des poursuites aux prud’hommes dont l'audience se tient le 16 septembre 2024. De son côté, Emmanuel Levy « réfute catégoriquement tous les faits dont (il est) accablé ». La même année, Libération affirme que des salariés ont subi des pressions de la direction afin de fournir des faux témoignages en faveur de l'animateur et de son producteur Nicolas Papon.
En novembre 2024, NRJ est condamnée par le conseil des prud’hommes de Paris à payer plus de 310 000 euros aux anciens animateurs de sa matinale, partis de la radio en raison du management toxique d’Emmanuel Levy. La justice reconnait le harcèlement moral dont ils ont été victimes.

## Identité de la station

### Nom de la radio
Si pour certains, « NRJ » est le sigle de « Nouvelle radio jeune » ou « Nouvelle radio pour les jeunes », dans la rubrique de Valentin Chevalier « Les Infos de Glandu »[source insuffisante] de l'émission Manu dans le 6/10, Georges Brassé dans C'Cauet ou encore le Ni Louis Ni Non de NRJ Radio stream on apprend que le nom NRJ n'a aucune référence avec « Nouvelle radio jeune », devenu l'allographe d'« énergie », lancé le 15 juillet 1981 à 13 h.
Dans les pays non-francophones où elle est implantée, la radio est aussi appelée « Energy » (anglais pour « énergie »), puisque « NRJ » ne se prononce phonétiquement « énergie » qu'en langue française (« NRJ » se prononce énardjey en anglais par exemple).
Le 19 juin 2020, une explication du créateur du logo NRJ est diffusée à l'antenne de la radio. L'idée d'origine constitue l'allographe d'« énergie » trouvé par le beau-frère du fondateur, le sigle « Nouvelle Radio Jeune » étant en fait un rétroacronyme auquel Jean-Paul Beaudecroux a adhéré par la suite[réf. nécessaire].

### Identité visuelle (logo)

Logo de NRJ
Ancien logo de NRJ du 15 juillet 1981 à 2004.

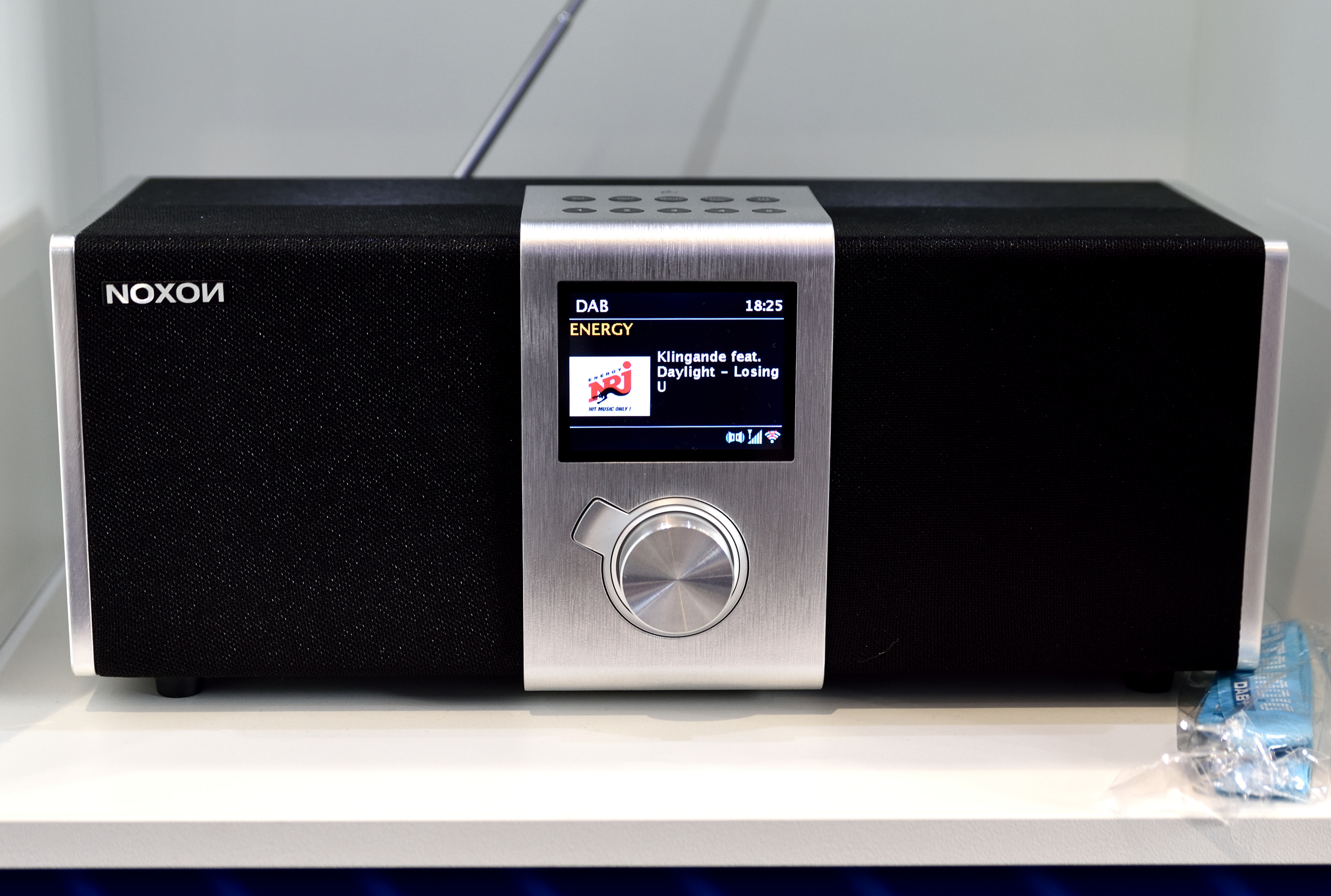
NRJ sur DAB+

Ancien logo de NRJ de 2004 au 29 février 2008.
Ancien logo de NRJ du 1er mars 2008 au 1er mars 2014.
Logo actuel de NRJ depuis le 2 mars 2014.

### Slogans
- De 1981 à 1992 : « La plus belle radio » / « NRJ va, tout va ! », « Le plaisir avant tout » / « La radio stéréotonique »
- De 1992 à 1994 : « La musique est une force »
- De 1995 à 1999 : « Y’a rien à voir, y’a qu’à écouter ! »
- Depuis 1999 : « Hit Music Only! » / « La playlist NRJ » / « La Radio des Hits » « Pop RnB Dance, Ici c'est NRJ ! » / « Tous Les Hits Numéros 1 » (traduit par « Que du hit sur NRJ ! » puis « Que des hits sur NRJ ! », depuis le 2 mars 2014)

Dans les jingles, une fausse prononciation anglaise de « NRJ » est fréquemment appliquée (au lieu d'« énergie » on entend « énerdgie », de notation phonétique : /εnødʒi:/), fausse car en anglais, les lettres « R » et « J » sont prononcées différemment (respectivement /a:(r)/ et /dʒei/), ce qui est proche de « énardjey ».

### Habillage antenne et top horaire
À chaque nouvelle heure (hors émission nocturne), un tic-tac retentit, suivi d'une musique avec le slogan « NRJ, Wouhou, Radio Number One » : représente le top horaire. Ce top horaire a existé sous différentes formes depuis 1988. Il dispose d'une cage de speak pour que l'animateur puisse annoncer les musiques suivantes ou l'heure[réf. souhaitée].
En 2011, le top horaire est remixé par le producteur RedOne. NRJ a également fait produire son habillage par Freeway Music Business (les «  Frères Costa  ») dans les années 1980, en 1994, en 2001, en 2003 et en 2009. Le slogan du top horaire créé par Freeway Music Business est au départ Il est exactement... sur NRJ laissant ainsi la place à l'animateur de donner l'heure pendant la cage de speak. Lorsque NRJ a refait appel aux services des frères Costa, le slogan est devenu Radio Number One... NRJ, puis en 2009, Radio Number One, Hit Music Only, NRJ.[source secondaire nécessaire]
Le slogan RADIO NUMBER ONE utilisé dans le top horaire d'NRJ peut aussi avoir des déclinaisons comme un coq qui chante dans le top horaire durant l’émission Manu dans le 6/10. Durant le mois de décembre 2012, le Poussin Piou chante à la place du coq[source secondaire nécessaire]. Une version légèrement modifiée le vendredi soir à 20 h (rajoutant Number One et Extravadance) pour l'émission NRJ Extravadance est retirée durant l'été 2013 à cause du changement d'horaire de C'Cauet de l'arrivée de Guillaume 2.0 la semaine[source secondaire nécessaire]. Pendant l'été 2012, une version Madonna est utilisée pour les concerts événements qu'elle donne en partenariat avec NRJ et une version Daft Punk durant une semaine le juin 2013 pour l’événement de leur interview[source secondaire nécessaire]. L'habillage de ce top horaire a été remixé en octobre 2013, toujours sur la base de RedOne, mais avec une version plus électro dance.
En octobre 2014, le top horaire est de nouveau légèrement remixé, toujours sur la base de RedOne. Fin mars 2015, l'habillage du top horaire est revu en adoptant une version plus funk, toujours sur la base de RedOne. Début août 2015 le top horaire est remixé pour la sortie de Mission Impossible : Rogue Nation.[réf. souhaitée] Fin septembre 2015, l'habillage du top horaire est de nouveau remixé en adoptant une version plus électro dance, toujours sur la base de RedOne. Pour l'UEFA Euro 2016, le jingle a également été remixé avec l'air de This One's For You de David Guetta et Zara Larsson étant l'hymne officiel de l'Euro 2016[source secondaire nécessaire].
Lors de la conception de l'habillage sonore, Freeway Music Business a créé le célèbre logo sonore des trois notes descendantes pour NRJ. Malgré le changement de boîte de production, ce logo sonore est utilisé dans toutes les productions de NRJ, internes et externes, moyennant une redevance.[réf. souhaitée]

### Voix d'antenne
NRJ utilise quatre voix antenne :
- Richard Darbois (depuis 1993) : voix emblématique de la station, on le retrouve dans l'intégralité de l'habillage de la station ainsi que dans les publicités télévisées ;
- Donald Reignoux (depuis 2005) ;
- Delphine Benattar (depuis 2011) : présente depuis 2011 dans l'habillage de l'émission Extravadance, on peut[style à revoir] l'entendre depuis 2017 dans l'intégralité de l'habillage de la station.

## Personnel de la station
Au-delà des personnalités assurant l'animation à l'antenne, le personnel de la station comporte aussi Morgan Serrano Directeur des programmes d'NRJ depuis 2020.
En ce qui concerne l'équipe d'animation, il y a entre autres Manu Levy aux commandes de l'émission matinale Manu dans le 6/10 de 6 h à 10 h, Double F de 10 h à 13 h, Louis de 13 h et 16 h et Charly qui anime la Hit List entre 19h et 22h ainsi que le Super Show diffusé juste après et jusqu'à minuit qu'il coanime avec Louis et Bichette. Selon Libération, Manu Levy représenterait en 2024 la moitié des revenus publicitaires de la station radio.

## Programmation

### Généralités
NRJ diffuse une programmation dite « Top 40 » ou bien en anglais « CHR ».
La radio diffuse également une sélection nationale. La semaine, NRJ diffuse des émissions dites de « talk » .

### Événementiel
La station organise régulièrement[Depuis quand ?] dans toute la France métropolitaine et notamment dans les villes dans lesquelles elle est présente en local, des concerts privés (NRJ Live Sessions) ainsi que des tournées de concerts (NRJ Music Tour, NRJ Summer Tour, NRJ In The Park), présentés par les animateurs de la station et accessibles principalement via des jeux antenne.
NRJ organise également chaque année la cérémonie des NRJ Music Awards, en collaboration avec TF1 et diffusée sur les deux antennes.
Par ailleurs, de 2011 à 2019, à la rentrée radiophonique de septembre, NRJ est le partenaire de la Techno Parade, le plus grand événement français gratuit consacré aux musiques électroniques.
Le 21 mars 2020, à l'occasion de la Journée internationale des forêts, NRJ a décidé de planter des chênes et des arbres fruitiers à Voinsles, en Seine-et-Marne. Son action ne s'est pas limitée à cette journée, mais a eu lieu d'une part tout le mois de mars dans le cadre de l'opération Mois de la Forêt avec Reforest'Action, d'autre part depuis septembre 2019, ce qui conduira à terme à la plantation de 2 000 arbres en Tanzanie.

## Diffusion

### Antennes locales
En semaine, une soixantaine de stations locales effectuent un décrochage entre 12 h et 16 h (les horaires peuvent varier sur les stations franchisées) : chaque animateur diffuse la même programmation musicale que le programme national, accompagnée de contenu adapté à la localisation de la station : jeux, annonces d’événements locaux notamment, publicité locale. Des flashs info d'une durée de 3 minutes, présentés en direct par les journalistes des stations locales, sont diffusés chaque demi-heure entre 6 h et 9 h pendant la matinale.
Des écrans publicitaires locaux d'une durée de 3 minutes sont diffusés chaque heure de la journée.

### Webradios
En 2006, NRJ lance ses premières webradios. Elles sont alors au nombre de trois (avec en outre la possibilité d'écouter la station hertzienne en direct). Au courant du 3e trimestre de 2006, NRJ en ajoute deux, puis encore deux en fin d'année. En décembre 2013, la radio comprend plus de 153 webradios[Passage à actualiser]. Elles sont généralement consacrées à des thématiques musicales (NRJ Hip Hop par exemple), à des artistes influents sur NRJ (NRJ Katy Perry, NRJ Britney Spears, NRJ Justin Bieber...), ou encore à des émissions de télévisions sponsorisées comme NRJ Les Anges de la Téléréalité ou à des événements NRJ en cours tel NRJ Music Awards 15th Édition.
En 2020, au cours du confinement, NRJ lance une webradio dédiée aux soignants sur laquelle plusieurs animateurs des radios françaises et belges interviennent[source secondaire nécessaire].
En 2022, il existe toujours via internet plus de 150 webradios accessibles en continu à tout moment[source secondaire nécessaire].

## Audience
À la suite de l'intégration des 13-14 ans dans les enquêtes radio de Médiamétrie, NRJ devient première radio de France en audience cumulée en 2002, dépassant RTL qui domine le classement depuis vingt-deux ans. Cette situation ne dure pas. La révolution numérique de la musique nuit en effet à l'audience de la station. Selon une enquête Médiamétrie de janvier 2010, NRJ aurait rétrogradé à la quatrième place, derrière RTL, France Inter et Europe 1, avec un chiffre d'audience inférieur à 10 %. Malgré cette grosse perte d'audience NRJ reste tout de même la radio musicale la plus écoutée en France.
Le 22 avril 2016, NRJ est placée première radio de France par un sondage de Médiametrie.
En 2021 NRJ cumule 8,1% d’audience cumulée, -0,1 point par rapport à 2020.